# Louis Buziau
Charles Louis Buziau (Den Haag, 4 augustus 1863 – aldaar, 18 juni 1940) was een Nederlands violist, pianist en cellist.
Hij werd geboren net voordat het gezin van Jean Baptiste Buziau en diens tweede vrouw Maria Agnes Grevenbroeck tot stand kwam. Beiden erkenden het kind. Vader Jean Baptiste was muzikant, opa Charles ook, (onechte) halfbroer Jacob Victor speelde in het hoforkest van koningin Victoria van het Verenigd Koninkrijk. Uit Louis’ huwelijk met tweede vrouw Thérèse Wolf (uit Beieren) kwam voort Eugène Raoul Buziau (1909-1990), leerling van André Spoor, die ook enige tijd bekend werd, maar daarna in de vergetelheid wegzakte. Hij, de zoon, gaf van 1943 tot 1945 les aan het Haags conservatorium.
Louis kreeg zijn muzieklessen van zijn vader en aan de Muziekschool in Den Haag. Hij studeerde er viool, piano, cello, maar ook andere muziekinstrumenten, zoals dwarsfluit. In februari 1885 zat hij als pianist op het podium van Diligentia om geld in te zamelen voor noodlijdenden in Spanje. Destijds werd hij in de Leidsche Courant omschreven als 'fenomeen uit de Hollandse School', drie jaar later voldeed hij niet geheel aan de verwachtingen, aldus dezelfde krant. In 1888 werd hij als pianist en organist ingelijfd bij de Koninklijke Fransche Opéra van Den Haag. Op 28 oktober 1923 was hij samen met zijn veertienjarige zoon Eugène te horen in Diligentia. 
Vanaf 1887 verschenen de eerste advertenties dat hij vanuit huis ook les gaf. Hij was in 1886/1887 docent aan de Maatschappij tot Bevordering der Toonkunst te Leiden.
Hij schreef ook enkele werken:
- Sonate voor piano
- Elegie
- Romance voor cello